# 贾维恩·哈姆雷特
贾维恩·拉马克斯·哈姆雷特（1998年4月28日—）為美國男子籃球運動員，現效力於全國男子籃球聯賽廣西威壯。
2021年8月，哈姆雷特與海爾茲利亞之子簽約。2021年10月，哈姆雷特被克里斯·巴布頂替。2021年11月，哈姆雷特與ALM埃夫勒簽約。2022年8月，哈姆雷特加盟紐卡斯爾老鷹。
2023年全国男子篮球联赛哈姆雷特代表合肥狂风出賽19場，場均上陣36.7分鐘，可挹注35.9分、6.1籃板、5.9助攻，CBA联赛2023-24賽季效力天津荣钢。2024年全国男子篮球联赛哈姆雷特則效力武汉锟鹏，出賽26場，場均上陣33.1分鐘，攻下26.2分、5.2助攻、4.5籃板。CBA联赛2024-25賽季重返天津荣钢。

## 外部連結
- 贾维恩·哈姆雷特在fiba.basketball（英语）
- 贾维恩·哈姆雷特在NBA G聯盟官網（英语）
- 贾维恩·哈姆雷特在法國籃球甲級聯賽官網（法语）
- 贾维恩·哈姆雷特在中国男子篮球职业联赛官網
- 贾维恩·哈姆雷特在Basketball-Reference.com（NBA G聯盟）（英语）
- 贾维恩·哈姆雷特在Basketball-Reference.com（國際）（英语）
- 贾维恩·哈姆雷特在Sports-Reference.com（NCAA）（英语）
- 贾维恩·哈姆雷特在Eurobasket.com（球員）（英语）
- 贾维恩·哈姆雷特在Proballers（英语）
- 贾维恩·哈姆雷特在RealGM（球員）（英语）
- 贾维恩·哈姆雷特在中国篮球数据库
- 贾维恩·哈姆雷特在Flashscore（英语）